# Lymantria pruinosa
Lymantria pruinosa är en fjärilsart som beskrevs av Butler 1879. Lymantria pruinosa ingår i släktet Lymantria och familjen tofsspinnare. Inga underarter finns listade i Catalogue of Life.